# Baldur's Gate
Baldur's Gate è un videogioco di ruolo del 1998, pubblicato inizialmente dalla Interplay per Windows, il capostipite della serie di Baldur's Gate.
Così come tutti i capitoli successivi della serie, è ambientato nell'universo narrativo dei Forgotten Realms del gioco di ruolo fantasy Dungeons & Dragons.

## Trama
Il gioco si svolge sul continente di Faerûn, in una porzione della regione costiera occidentale della Costa della Spada, delimitata nel videogioco dalla catena montuosa dei Picchi delle Nuvole a Sud, dal Bosco dei Denti Affilati ad Est, dal Mare di Spade ad Ovest e dalla città di Baldur's Gate a Nord.
Nel corso dell'avventura, il protagonista con il suo gruppo di avventurieri può esplorare paesi, caverne, miniere, rovine, foreste e la stessa Baldur's Gate. La storia principale trae origini dalle macchinazioni per il controllo del commercio di ferro e svela man mano le oscure trame riguardanti le fazioni del Trono di Ferro, del Pugno Fiammante, dei Mercenari del Gelo, degli Artigli Neri e degli Arpisti, andando così a scoprire le origini del personaggio e a determinare il suo destino.
Il protagonista è un orfano cresciuto a Candlekeep, un'antica cittadella-biblioteca fortificata, sita a sud della città di Baldur's Gate, allevato dal padre adottivo Gorion. La regione della Costa della Spada vive un periodo di crisi: la produzione di ferro, d'importanza vitale per la regione, si è fermata per un misterioso processo di deterioramento che rende inservibile il materiale, per cui orde di banditi e predoni infestano le campagne alla ricerca di qualsiasi materiale che lo possa sostituire. Durante queste scorribande, alcuni mercenari si sono spinti all'interno delle mura di Candlekeep con l'intenzione di uccidere il protagonista.
Il protagonista, dietro consiglio di Gorion, decide dunque di abbandonare la cittadella per recarsi in un nascondiglio segreto assieme a lui. Fuoriusciti dalle mura cittadine non appena è calata la notte, i due subiscono un'imboscata da parte di alcuni mercenari guidati da una misteriosa figura in armatura che ordina a Gorion di arrendersi in cambio della vita; al rifiuto dell'uomo, ha luogo uno scontro in cui Gorion perde la vita dopo aver aiutato il figlio adottivo a scappare.
Riuscito a darsi alla fuga, il protagonista viene raggiunto dalla sua amica d'infanzia Imoen e i due decidono di proseguire insieme, trovando rifugio alla locanda di Braccio Amico, dove trovano due vecchi amici di Gorion, Khalid e Jaheira, pronti a prestargli soccorso. Il protagonista parte dunque alla ricerca dell'assassino di Gorion e dei responsabili della crisi del ferro, con i suoi nuovi compagni. Il gruppo si dirige verso la parte meridionale della Costa della Spada, alla città di Nashkel, scoprendo che le miniere vicine sono state infestate da diversi coboldi. Perlustrando le miniere scoprono quindi che un chierico, Mulahey, per ordine di un uomo di nome Tazok, sta contaminando il ferro delle miniere.
Il gruppo si sposta verso nord, verso il campo dei banditi dove si nasconderebbe Tazok, che si scoprirà essere un membro del Trono di Ferro, una gilda commerciale con sede a Baldur's Gate. Nell'accampamento il gruppo trova soltanto vaghi indizi che conducono alle miniere del Bosco Ammantato. Tali miniere sembrano essere controllate dal Trono di Ferro e rappresentano un'alternativa a quelle di Nashkel, la cui produzione era stata bloccata. Il protagonista e i suoi compagni, una volta raggiunto il livello inferiore delle miniere del Bosco Ammantato, sconfiggono il capo del luogo, il mago Davaeorn. Ripartono quindi alla volta di Baldur's Gate, dove guidati da Scar, comandante del Pugno Fiammante, si infiltrano nella sede del Trono di Ferro, per poi proseguire l'indagine a Candlekeep, dove il protagonista uccide Rieltar e alcuni suoi soci, per poi essere accusato di omicidio e imprigionato. Trovata una via di fuga attraverso le catacombe, scopre che alcuni abitanti di Candlekeep sono stati sostituiti da altrettanti replicanti, secondo una strategia del Trono di Ferro per acquisire una posizione di predominio in tutta la Costa della Spada. Il responsabile di tale azione è Sarevok, il vero capo del Trono di Ferro nonché fratellastro del protagonista: entrambi sono nati da madri diverse ma dallo stesso padre, il Dio dell'Omicidio, Bhaal.
Ritornato a Baldur's Gate, il protagonista scopre che il capo del Pugno Fiammante, Scar, è stato assassinato e sostituito da Angelo, un socio di Sarevok. Inoltre, quest'ultimo sta per essere incoronato al palazzo ducale, quindi il gruppo ferma la cerimonia e accusa Sarevok di tutti i crimini e dei problemi da lui causati nella Costa della Spada. Sarevok riesce però a scappare e a rifugiarsi in un tempio sotterraneo di Bhaal. Attraverso un passaggio segreto della Gilda dei Ladri, il gruppo raggiunge la città sotterranea e affronta nel duello finale Sarevok e i suoi tre più stretti collaboratori, Angelo, Tazok e Semaj, uccidendoli e riportando la pace su tutta la regione.

## Modalità di gioco
Nel gioco è possibile reclutare una gran quantità di personaggi, che si aggiungeranno alla squadra del giocatore di loro spontanea volontà o in seguito ad avvenimenti ben precisi. È possibile tenere in squadra fino a cinque personaggi, escluso il protagonista creato dal giocatore, che ovviamente non è possibile rimuovere dal gruppo. I personaggi in più possono essere cacciati dal gruppo, ma, salvo casi particolari, sarà possibile rincontrarli e chiedere loro nuovamente di aggregarsi al gruppo. Ogni personaggio è contraddistinto da un allineamento morale, che lo identifica come buono, malvagio o neutrale, pur con diverse sfaccettature (per approfondire, vedi allineamento). I membri del party possono conversare ogni tanto con il protagonista, oppure possono anche parlare fra di loro. Personaggi con diverso allineamento, per esempio un buono e un malvagio, possono litigare, e occasionalmente anche iniziare a combattere fino a che uno uccida l'altro. I membri del party possono allontanarsi dal gruppo se la reputazione del gruppo scende troppo (o, se sono malvagi, sale troppo; i personaggi neutrali restano indifferenti), se un membro del gruppo con il quale sono molto affiatati viene cacciato dal gruppo (è il caso, per esempio, della coppia Minsc-Dynaheir) o in seguito a particolari avvenimenti (per esempio, se entro dieci giorni dal suo reclutamento non si ha aiutato Minsc a salvare Dynaheir, questi se ne andrà infuriato). Alcuni personaggi, in seguito ad azioni del giocatore, non possono unirsi al gruppo (per esempio, Minsc non si unirà al party, tentando addirittura di uccidere il protagonista, se questi ha ucciso la sua protetta).

## Personaggi

### Reclutabili

#### Buoni
- Imoen: un'amica d'infanzia del protagonista alla fortezza di Candlekeep. È una ladra umana di venti anni, ma può essere biclassabile a maga.
- Khalid: un guerriero mezzelfo, timido e balbuziente, marito di Jaheira e vecchio amico di Gorion.
- Kivan: un ranger elfo solitario, poco incline a parlare. Il suo obiettivo è quello di stanare ed eliminare la coalizione di banditi di Tazok che imperversa nella Costa della Spada.
- Minsc: un ranger umano di Rashemen, protettore della strega Dynaheir, rapita da un gruppo di gnoll. Troppe botte in testa hanno nuociuto al suo quoziente d'intelligenza e porta sempre con sé un criceto, cui chiede continuamente consiglio e che crede sia in realtà un mostro gigante miniaturizzato.
- Dynaheir: una potente evocatrice umana della città di Rashemen, che all'inizio del gioco viene rapita da una banda di gnoll.
- Ajantis: un paladino umano. Di temperamento forte e con un gran senso del dovere, è sempre alla ricerca di malvagi da punire e redimere.
- Coran: un abilissimo ladro-guerriero elfo, nonché uno straordinario cecchino. Lo si incontra nel Bosco Ammantato, mentre è a caccia di viverne.
- Yeslick: un nano guerriero-chierico. Era parte di una tribù di nani che possedevano una ricca miniera di ferro nei pressi di Baldur's Gate, prima che il Trono di Ferro la occupasse con la forza e facesse di Yeslick uno schiavo.
- Alora: una ladra halfling, ingenua e infantile. Il protagonista la sorprende mentre è intenta a svaligiare la Casa delle Meraviglie, il museo di Baldur's Gate.

#### Neutrali
- Jaheira: una mezzelfa druida, moglie di Khalid. A differenza del marito, ha un carattere virile e audace.
- Garrick: un giovane bardo umano, nativo di Beregost. È un vero e proprio dongiovanni, che approfitta di ogni momento per flirtare con le donne del party.
- Branwen: una chierica umana al servizio del dio della guerra Tempus, decisa e determinata. Il gruppo la incontra mentre è stata trasformata in pietra dal potente mago Tranzig, influente intermediario del Trono di Ferro; perché proponga di unirsi al party, è necessario dunque sciogliere l'incantesimo.
- Xan: un incantatore elfo, sempre pessimista e cinico. Il party lo incontra nel covo del perfido chierico Mulahey.
- Safana: una ladra umana, che il giocatore incontra nelle vicinanze del Mare della Spada, intenta a impadronirsi del tesoro di alcune sirene.
- Faldorn: un'umana appartenente alla fazione dei druidi tenebrosi. La si incontra nel Bosco Ammantato, mentre cerca di fermare disperatamente le depravate azioni del Trono di Ferro.
- Quayle: uno gnomo illusionista, che si incontra alle porte di Baldur's Gate. È particolarmente intelligente e acculturato, ma anche molto eccentrico.
- Skie: una ladra umana giovane e inesperta, figlia di un nobile di Baldur's Gate. Si unirà al gruppo solo se nel party è presente il suo amante, Eldoth.

#### Malvagi
- Xzar: un necromante umano, amico inseparabile di Montaron. È completamente pazzo e schizofrenico.
- Montaron: un halfling guerriero-ladro. A differenza di Xzar, è particolarmente intelligente e subdolo.
- Kagain: un nano guerriero, residente in Beregost. "Dirige" un'agenzia di mercenari che si occupa, dietro lauto compenso, di trovare persone scomparse.
- Edwin: un evocatore umano, originario del regno di Thay, ma residente in Nashkell. Edwin è particolarmente arrogante ed egocentrico, e ha come obiettivo l'omicidio della strega Dynaheir.
- Viconia: una chierica drow. Come tutti i membri della sua razza, è malvista dagli abitanti della superficie, e per questo motivo si è progressivamente chiusa in sé stessa, divenendo arrogante e scontrosa.
- Shar-Teel: una misandrica guerriera umana, figlia del generale corrotto del Pugno Fiammante (l'esercito di soldati della Costa della Spada) Angelo Dosan.
- Eldoth: un bardo umano misogino e sessista, che il gruppo incontra nel Bosco Ammantato. Eldoth propone al party di "liberare" l'amata Skie dalle grinfie del padre di lei, un nobile di Baldur's Gate che non accetta la loro relazione, al fine di ricattarlo.
- Tiax: uno gnomo chierico-ladro, al servizio del malvagio dio Cyric. Lo si incontra nelle piazze di Baldur's Gate, mentre annuncia, a una folla ignara, della sua futura ascesa a signore del mondo. È particolarmente pazzo e violento.

### Non reclutabili
- Gorion: il maestro e padre adottivo del protagonista. Viene brutalmente assassinato da Sarevok, poco dopo essere uscito dalla fortezza di Candlekeep.
- Sarevok: il principale antagonista del gioco. È uno dei numerosi figli di Bhaal, il Dio dell'Omicidio. È lui che ha messo in piedi il complotto ordito assieme alle principali corporazioni di banditi e di mercanti della Costa della Spada.
- Mulahey: un malvagio chierico di Cyric, a capo del gruppo di coboldi che infesta le miniere di Nashkel.
- Tazok: il capo del gruppo formato dal Gelo e dagli Artigli Neri, due potenti corporazioni di banditi. È un fedele aiutante di Sarevok.
- Davaeorn: un potente mago, a capo del Trono di Ferro.
- Scar: il comandante dell'Esercito del Pugno Fiammante.
- Rieltar: padre adottivo di Sarevok e capo della sezione locale del Trono di Ferro. Ha pianificato con Sarevok l'attuale crisi del ferro di Baldur's Gate ma è all'oscuro dei reali piani del figlio adottivo. Verrà tradito e ucciso da Sarevok in modo da addossare la colpa sul personaggio principale.
- Angelo: un generale corrotto del Pugno Fiammante, padre della guerriera Shar-Teel e servo fedele di Sarevok.
- Semaj: un mago al servizio di Sarevok.
- Tamoko: una chierica che assiste Sarevok, più tardi indicata come l'unica donna che lui abbia mai amato.
- Elminster: uno dei più potenti maghi del Faerun, nonché uno dei più famosi personaggi di Dungeons & Dragons. Il party lo incontra diverse volte nel corso dell'avventura: Elminster fornisce infatti al gruppo preziose informazioni riguardo ai loro prossimi obiettivi. Il mago svela la propria identità solo dopo che il protagonista ha appreso la sua vera discendenza.
- Drizzt Do'Urden: un abilissimo spadaccino drow, noto personaggio di Dungeons & Dragons. Fa un breve cameo nel gioco: il gruppo lo incontra nei boschi vicino a Nashkell, intento a sterminare una banda di gnoll.

## Tales of the Sword Coast
Baldur's Gate: Tales of the Sword Coast è un'espansione per il gioco originale, al quale aggiunge quattro aree: Ulgoth's Beard, un villaggio vicino a un fiume, in prossimità di Baldur's Gate; un'isola di pirati; un'isola di ghiaccio; la torre di Durlag, un enorme bastione pieno di trappole e tesori. In queste aree è possibile affrontare avventure opzionali che permettono inoltre al giocatore di raggiungere livelli più alti aumentando i limiti di esperienza (il level-cap è stato aumentato rispetto alla versione base del gioco). Tra le altre novità ci sono nuove armi, armature, magie e nuovi boss da affrontare (i capi dei lupi mannari, il demone cavaliere della torre di Durlag). Sono disponibili inoltre tre nuove missioni: due si attivano nella nuova città del gioco, Ulgoth's Beard, mentre la terza consiste nell'affrontare il dungeon più impegnativo del gioco, la Torre di Durlag.

## Sviluppo

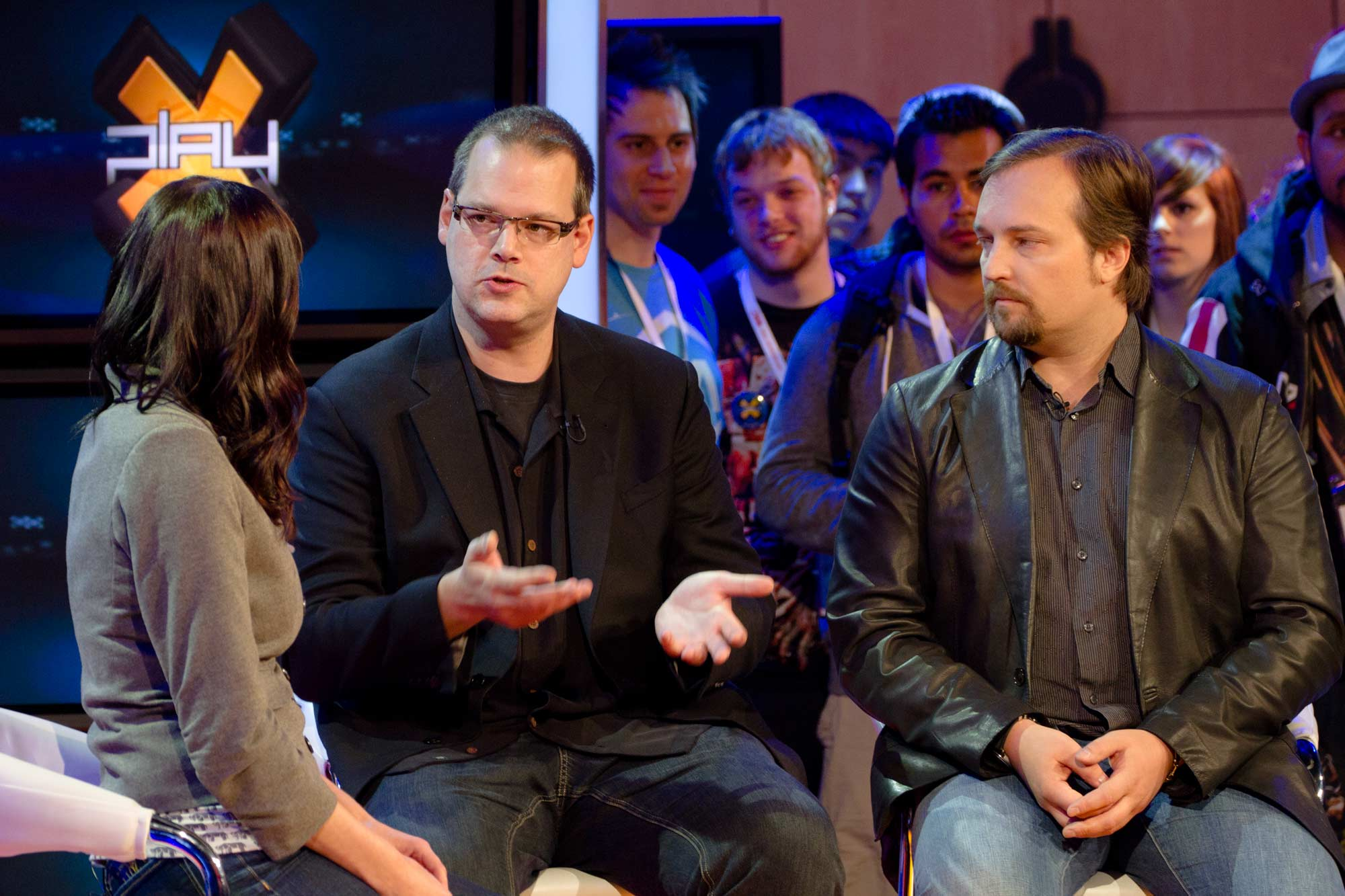
Ray Muzyka e Greg Zeschuk, co-fondatori di BioWare, in un'intervista del 2011

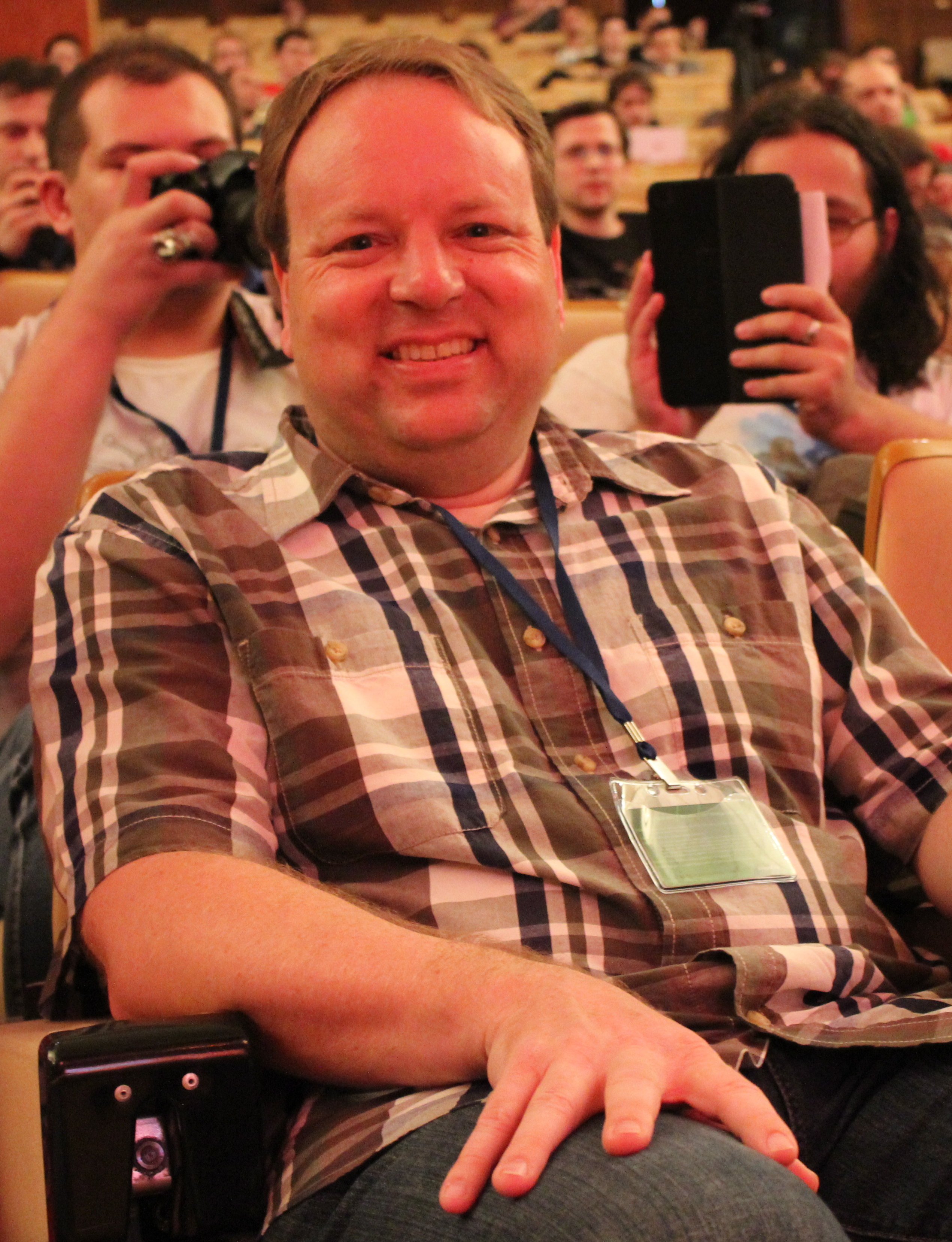
Feargus Urquhart, fondatore di Black Isle Studios, nel 2013

Lo sviluppo di Baldur's Gate cominciò alla fine del 1995 a Edmonton, in Canada, prima ancora della pubblicazione del titolo di esordio di BioWare, il simulatore di mech Shattered Steel. Ray Muzyka e Greg Zeschuk, due dei fondatori della software house, erano appassionati di giochi di ruolo, motivo per cui decisero di mettersi al lavoro su un videogioco di ruolo per PC, nonostante il mercato a metà anni 90 fosse dominato dai JRPG e da software house giapponesi come Squaresoft, Sega, Namco e Nintendo. L'idea originaria di BioWare era di realizzare un gioco online basato sull'antica mitologia, che entrò in sviluppo col nome di Battleground: Infinity.
Scott Greig, uno dei primi dipendenti di BioWare, si occupò di programmare il motore grafico del gioco. A differenza della maggior parte dei titoli dell'epoca, che per limitazioni tecniche erano basati su tileset, il motore di Battleground: Infinity venne realizzato sfruttando le potenzialità delle nuove DirectX - in particolare DirectDraw - che permisero la creazione di fondali pre-renderizzati disegnati a mano e scrollabili dal giocatore. Questa scelta da un lato assicurò una migliore resa grafica con una palette di colori a 16 bit, dall'altro allungò i tempi di sviluppo e rese necessario un numero di CD che sin dall'inizio venne stimato in quattro o cinque.
Una prima demo del gioco attirò l'attenzione di Feargus Urquhart, game designer che aveva appena creato Black Isle Studios, divisione di Interplay interamente dedicata ai videogiochi di ruolo. Urquhart colse il potenziale del titolo e, poiché Interplay aveva da poco ottenuto da TSR la licenza per produrre videogiochi basati su Dungeons & Dragons, propose a BioWare di usare proprio tale licenza. Il progetto cambiò così nome in Forgotten Realms, mutuandolo da quello di una delle ambientazioni più famose di D&D, mentre il motore grafico sviluppato da Greig assumeva il nome di Infinity Engine.
Nella definizione delle meccaniche di gioco, BioWare venne influenzata da alcuni titoli pubblicati negli anni precedenti. Gli sviluppatori guardarono a videogiochi di ruolo come Wasteland (1988), da cui venne ripresa la possibilità di completare le quest in modi differenti, o ai giochi basati sul motore Gold Box, considerati dei punti di riferimento per l'adesione alle regole di D&D. Allo stesso tempo, BioWare implementò per la prima volta in un gioco di ruolo alcune meccaniche provenienti da strategici in tempo reale quali Warcraft (1994), Warcraft II (1995) e Command & Conquer: Tiberian Dawn (1995), come l'interfaccia e il controllo dei personaggi via mouse.
Delle circa sessanta persone che contribuirono allo sviluppo, quasi nessuna aveva esperienze precedenti nella creazione di videogiochi, ma BioWare fu supportata da Black Isle Studios per la buona riuscita del progetto. James Ohlen assunse il ruolo di lead designer e, da appassionato di giochi di ruolo cartacei, traslò alcuni personaggi delle proprie campagne all'interno del titolo. La parte narrativa fu invece affidata a Luke Kristjanson, che si occupò di scrivere tra il 60 e il 70% delle linee di dialogo del gioco, mentre Dean Andersen, in quanto designer, fu in carico della parte estetica e della realizzazione grafica del gioco. La colonna sonora del videogioco fu composta dal musicista tedesco Michael Hoenig.

## Accoglienza

### Vendite
| Testata                             | Giudizio |
| ----------------------------------- | -------- |
| Metacritic (media al 30 marzo 2023) | 91/100   |
| MobyGames (media al 30 marzo 2023)  | 90%      |
| IGN                                 | 9.4/10   |
| PC Gamer US                         | 94%      |
| Computer Games Magazine             | 5/5      |
| GameSpot                            | 9.2/10   |
| Computer Gaming World               | 4/5      |
| Next Generation                     | 5/5      |
| Maximum PC                          | 9/10     |
| Giochi per il mio computer          | 8/10     |

Baldur's Gate è andato incontro a un immediato successo commerciale. Già nelle prime due settimane dal lancio erano riportate vendite per 175.000 unità, più di qualsiasi altro titolo di Interplay nello stesso lasso di tempo, e il gioco risultò il più venduto per PC negli Stati Uniti nel mese di gennaio 1999. A giugno 1999, all'interno di un comunicato stampa, venne riportato che il titolo aveva venduto 700.000 copie a livello mondiale, record assoluto per l'editore. Nel maggio 2001 le vendite globali ammontavano a 1,5 milioni di copie, numero destinato a salire a 2,8 milioni al 2015.

### Critica
Sin dal momento della sua pubblicazione Baldur's Gate venne accolto dalla critica con recensioni molto positive, al punto da essere considerato ben presto uno dei migliori videogiochi di ruolo mai pubblicati su PC.
IGN assegnò al titolo il punteggio di 9.4 su 10, affermando che Baldur's Gate era la migliore rappresentazione di Dungeons & Dragons mai apparsa su PC e lodandone tanto la grafica quanto il gameplay. PC Gamer US premiò il titolo con un 94%, apprezzandone la cura per il dettaglio, la grafica e l'implementazione delle meccaniche di gioco, e concludendo che il titolo segnava un nuovo standard per i videogiochi di ruolo a venire. Computer Games Magazine assegnò al gioco 5 stelle su 5, indicando tra i suoi pregi la rigiocabilità e l'aderenza alle regole di D&D. GameSpot assegnò al titolo il punteggio di 9.2 su 10, sottolineando che Baldur's Gate non era soltanto il miglior adattamento di Advanced Dungeons & Dragons mai realizzato, ma era anche un titolo capace di riportare alla ribalta l'intero genere dei videogiochi di ruolo per PC. Computer Gaming World diede al gioco 4 stelle su 5, apprezzando il motore grafico e la componente multiplayer, ma criticando il sistema di combattimento. Next Generation assegnò al titolo il massimo dei voti, lodandone la rigiocabilità, il multiplayer e le quest primarie e secondarie. Maximum PC premiò il gioco con 9 su 10, affermando che infondeva nuova vita nel panorama degli adattamenti di Dungeons & Dragons. In Italia, la rivista Giochi per il mio computer assegnò al gioco il voto di 8 su 10.
L'aggregatore di recensioni Metacritic assegna al titolo un punteggio di 91/100, mentre su MobyGames l'aggregato delle recensioni della critica raggiunge il 90%.

### Riconoscimenti
Già nei mesi successivi al lancio Baldur's Gate ottenne diversi riconoscimenti da riviste e istituzioni del settore. Il titolo venne scelto come miglior videogioco di ruolo del 1998 da IGN, CNET, Academy of Interactive Arts & Sciences, Game Developers Conference e GameSpot, mentre IGN e Computer Games Magazine assegnarono a Baldur's Gate anche il premio come miglior gioco dell'anno in assoluto.
Negli anni successivi Baldur's Gate ha ottenuto anche dei riconoscimenti in retrospettiva. Nel novembre 1999 la rivista Hyper inserì il titolo nella lista dei 50 migliori videogiochi di sempre tra tutte le piattaforme, mentre nel 2000 GameSpot UK lo inserì al quarantacinquesimo posto tra i migliori videogiochi del millennio appena concluso. IGN ha inserito il gioco al trentacinquesimo posto nella propria classifica dei migliori 100 giochi di ruolo di sempre e al quinto in quella dei migliori videogiochi ispirati a Dungeons & Dragons, mentre nel 2018 Game Informer lo ha inserito al numero 62 tra i migliori 100 RPG di tutti i tempi. Riconoscimenti per Baldur's Gate sono arrivati anche al di fuori del mondo anglosassone: nel 2011 il sito specializzato francese Jeuxvideo ha inserito il gioco al numero 38 tra i 100 migliori titoli di tutti i tempi, mentre nel 2016 il sito tedesco Gameswelt ha classificato Baldur's Gate ottantaseiesimo in un elenco analogo.
In un articolo apparso nel 2020 sul portale specializzato in fumetti CBR.com, Baldur's Gate è stato inserito tra le migliori 10 storie da cui partire per conoscere l'universo di Dungeons & Dragons.